# Julius Straube
Julius Straube (* 12. April 1832 in Berlin; † 24. Oktober 1913 ebenda) war ein deutscher Kartograf und Gründer des Geographischen Instituts und Landkartenverlag Julius Straube.

## Leben
Julius Straube war der Sohn des Berliner Schlachtermeisters Johann Gottlieb Straube und dessen Ehefrau Dorothea. Im Alter von 15 Jahren begann er eine militärkartografische Ausbildung, kurz darauf war er bereits bei der Erstellung der Reymannschen Specialkarte von Central-Europa als Stecher beteiligt (auf einigen Reymannschen Kartenblättern ist sein Name verzeichnet).
Von 1858 bis 1886 leitete er den nach ihm benannten Landkartenverlag. Bis 1913 übernahm sein Sohn Benno die Geschäfte. Nachdem über das Vermögen Benno Straubes 1913 das Insolvenzverfahren eröffnet wurde, verstarb Julius Straube nur 6 Tage später am 24. Oktober 1913.

## Geographisches Institut und Landkartenverlag Julius Straube

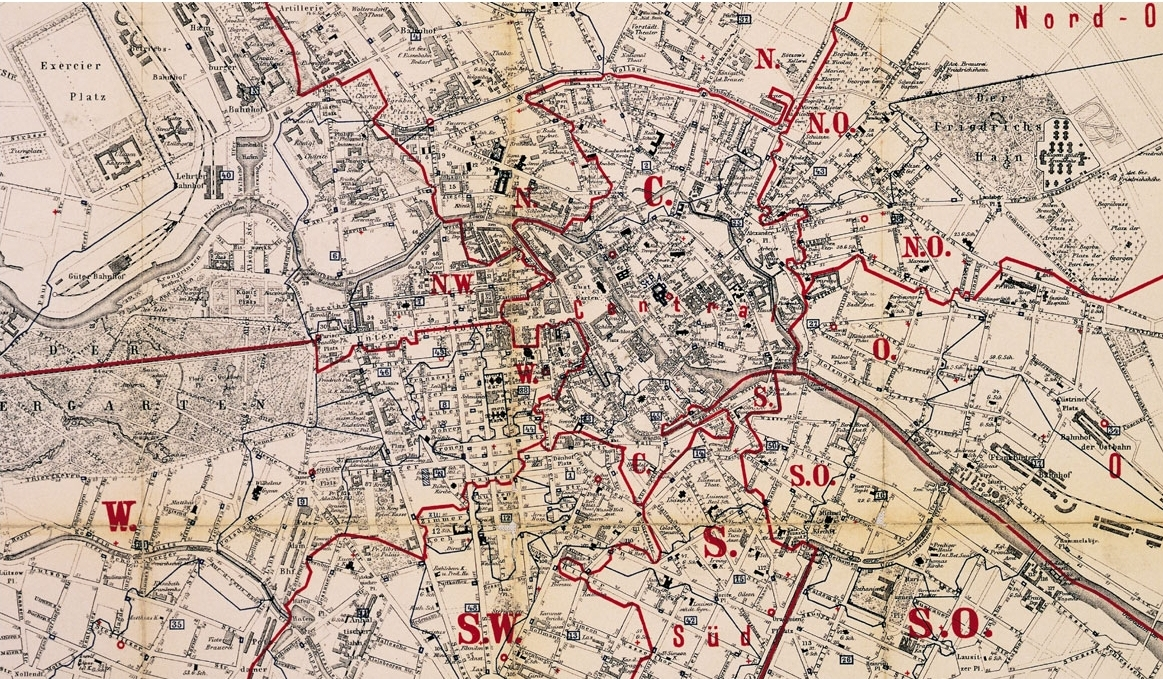
Plan der Berliner Postbezirke (1873)

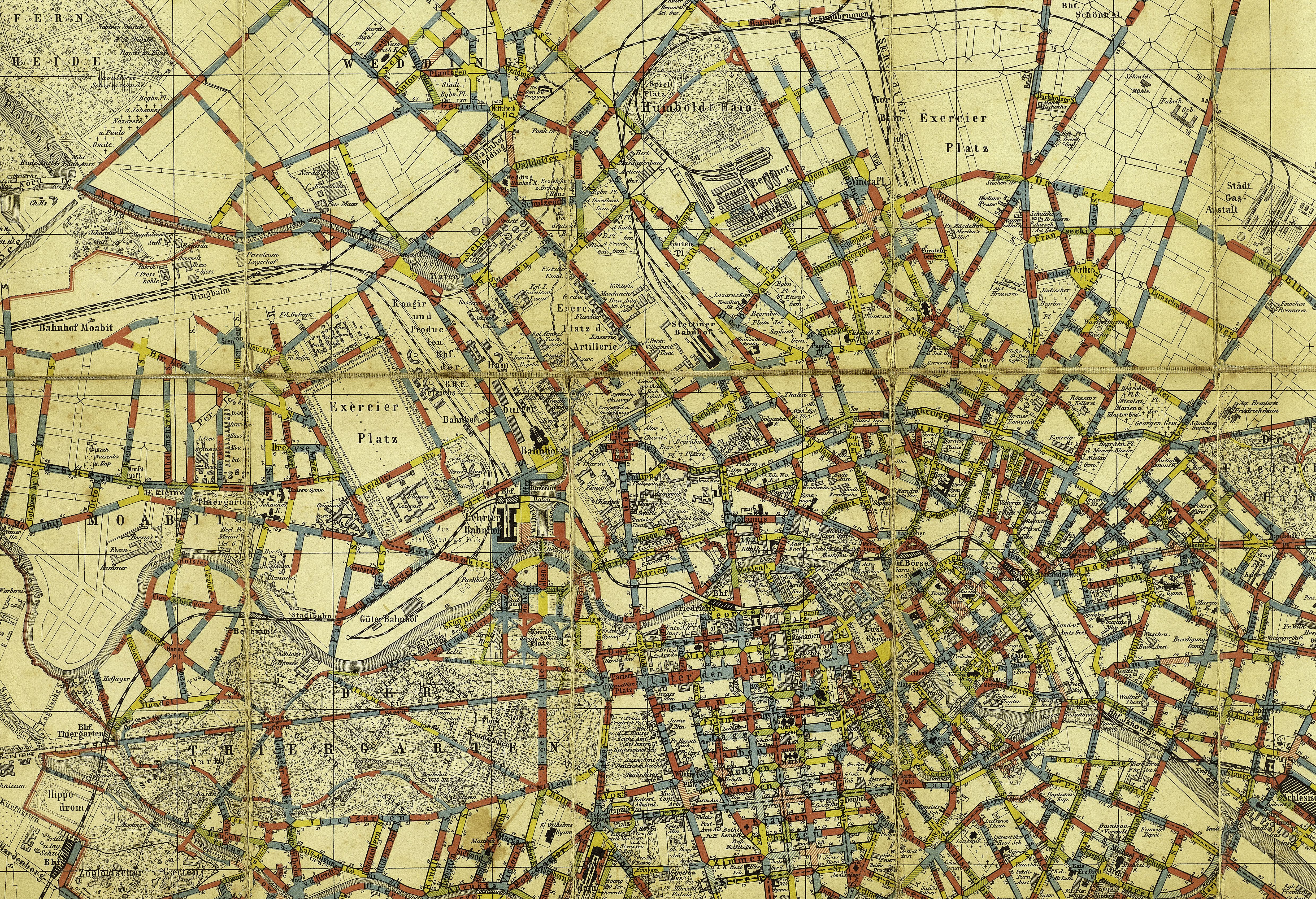
Droschken-Wegemesser für Berlin (1884)

Übersichtsplan von Berlin (1910)

1858 gründete Julius Straube in Berlin das Geographische Institut und Landkartenverlag Julius Straube. Die erste (heute bekannte) eigene Arbeit des Verlages war der 1864 veröffentlichte „Berliner-Omnibus Fahrplan“. Das Geschäftsprinzip des Verlages war es, wie dieser erste Plan schon zeigt, die Erstellung thematischer Stadtpläne Berlins als Auftragsarbeiten auf Basis amtlicher Quellen.
Julius Straube veröffentlichte mit der Einführung der Berliner Postbezirke 1873 noch im selben Jahr einen ersten Postplan, der die postalische Gliederung Berlins dokumentierte. Wie schon zuvor, bei den um 1800 eingeführten Grundstücksnummern und deren Rezeption durch den Kartografen Jean Chrétien Selter, ist diese Planserie ein signifikantes Beispiel dafür, wie die Stadtplan-Kartografen auf bestimmte Verwaltungsmaßnahmen der Stadt reagierten. Die Postzustellbezirke waren noch weit bis in das 20. Jahrhundert eine wichtige Orientierungshilfe in Berlin.
Das wohl bemerkenswerteste Werk aus dem Verlagshaus war der 1885 erstmals erschienene Übersichtsplan von Berlin in einem Maßstab von 1:4000 auf 44 Einzelblättern, welches bis 1910 regelmäßig – und bis in die 1930er Jahre zumindest noch teilweise – aktualisiert wurde. 2003 gab das Landesarchiv Berlin eine Faksimile-Ausgabe dieses Stadtplanwerkes heraus.
Zwischen der Gründerzeit-Epoche und dem Ersten Weltkrieg war Straubes Verlag Marktführer unter den Kartografischen Anstalten Berlins mit 36 % Marktanteil. Spätestens nach 1900 bekam der Verlag starke Konkurrenz, hauptsächlich auch durch den Pharus-Verlag. Der letzte Plan des Straube-Verlages erschien 1946.